# Woelmuizen
Woelmuizen (Arvicolinae of soms Microtinae) zijn een onderfamilie van knaagdieren uit de familie Cricetidae. Ze zijn verwant aan de lemmingen en hamsters, maar hebben een steviger lichaam; een langere, harige staart; een iets rondere kop; en kleinere ogen en oren. Woelmuizen komen voor op het noordelijk halfrond, in het Palearctisch en Nearctisch gebied, in Amerika zuidelijk tot Guatemala, in Azië tot Noord-Myanmar. De onderfamilie kent 144 levende soorten, waarvan er zo'n 25 in Europa voorkomen.

## Kenmerken
De dieren hebben een korte, behaarde staart en korte poten. De achterpoten hebben vijf tenen en de voorpoten hebben vier of vijf tenen. De vijfde teen aan de achterpoten kan soms weinig ontwikkeld zijn. De snuit is stomp. Woelmuizen houden geen winterslaap, in tegenstelling tot bijvoorbeeld slaapmuizen en hamsters.
Kenmerkend voor elke soort zijn de ingewikkelde patronen van tandbeen en glazuur op de kiezen, een aanpassing aan taai voedsel als grassen.

## Leefwijze
Een andere bijzonderheid van sommige soorten woelmuizen is het sterk wisselende aantal waarin een bepaalde soort, zoals de veldmuis, in een gebied kan voorkomen. Het ene moment vormen ze een ware ratten- of muizenplaag en het andere moment is hun aantal zeer beperkt. Soms trekken de dieren weg in de herfst, bijvoorbeeld de muskusrat en lemming.

## Verspreiding in Nederland
In Nederland komen zeven soorten woelmuizen voor, waarvan twee soorten zeldzaam zijn:
- de veldmuis komt algemeen voor in bijna alle open terreinen, heeft een voorkeur voor korte vegetaties en veroorzaakt in weidegebieden regelmatig een muizenplaag,[2]
- de rosse woelmuis komt algemeen voor op plaatsen met een wisselende vegetatie en struiken,[3]
- de aardmuis komt algemeen voor in open terreinen met langere grassen,[4]
- de muskusrat is een exoot die bijna overal algemeen en in wisselende aantallen voorkomt,[5]
- de woelrat komt rond de meeste wateren en oeverzones vrij algemeen voor,[6]
- de ondergrondse woelmuis is vrij zeldzaam en komt in een aantal landelijke gebieden in Limburg en op enkele plaatsen in Noord-Brabant voor,[7]
- de Noordse woelmuis is zeldzaam en komt slechts in een paar open gebiedjes langs de Nederlandse kust voor.[8]

## Taxonomie
De onderfamilie omvat de volgende geslachten:
- Protopliophenacomys †
- Tobienia †
  - Atopomys †
  - Cromeromys †
  - Hibbardomys †
  - Huananomys †
  - Jordanomys †
  - Kilarcola †
  - Nebraskomys †
  - Nemausia †
  - Promimomys †
  - Prosomys †
  - Tyrrhenicola †
  - Villanyia †
- Tribus Arvicolini
  - Woelratten (Arvicola)
  - Mimomys †
- Tribus Lagurini
  - Eolagurus
  - Steppelemming (Lagurus)
- Tribus Microtini
  - Alexandromys
  - Chionomys
  - Hyperacrius
  - Lasiopodomys
  - Lemmiscus
  - Microtus
  - Mictomicrotus
  - Neodon
  - Proedromys
  - Stenocranius
  - Volemys
- Tribus Ondatrini
  - Neofiber
  - Muskusratten (Ondatra)
  - Proneofiber †
- Tribus Clethrionomyini
  - Alticola
  - Anteliomys
  - Caryomys
  - Rosse woelmuizen (Clethrionomys)
  - Craseomys
  - Dolomys †
  - Eothenomys
  - Guildayomys †
  - Pliolemmus †
  - Pliophenacomys †
- Tribus Prometheomyini
  - Prometheuswoelmuis (Prometheomys)
  - Stauchomys †
- Tribus Ellobiusini
  - Bramus
  - Ellobius
- Tribus Lemmini
  - Echte lemmingen (Lemmus)
  - Mictomys
  - Boslemming (Myopus)
  - Plioctomys †
  - Synaptomys
- Tribus Dicrostonychini
  - Halsbandlemmingen (Dicrostonyx)
  - Predicrostonyx †
- Tribus Pliomyini
  - Dinaromys
  - Pliomys †
- Tribus Pliophenacomyini
  - Arborimus
  - Phenacomys

De bekendste soorten zijn:
- Rosse woelmuis (Clethrionomys glareolus)
- Ondergrondse woelmuis (Microtus subterraneus)
- Aardmuis (M. agrestis)
- Noordse woelmuis of rattenkop (Alexandromys oeconomus)
- Sneeuwmuis (Chionomys nivalis)
- Berglemming (Lemmus lemmus).
- Muskusrat of bisamrat (Ondatra zibethicus)
- Veldmuis (Microtus arvalis)
- Woelrat of waterrat (Arvicola terrestris)

Woelmuizen · Hamsters · Neotominae · Tylomyinae · Sigmodontinae (zie ook Muizen en ratten van de Nieuwe Wereld)